# Stolberg
 (décembre 2023).
Si vous disposez d'ouvrages ou d'articles de référence ou si vous connaissez des sites web de qualité traitant du thème abordé ici, merci de compléter l'article en donnant les références utiles à sa vérifiabilité et en les liant à la section « Notes et références ».
Ne doit pas être confondu avec Stolberg (Harz).

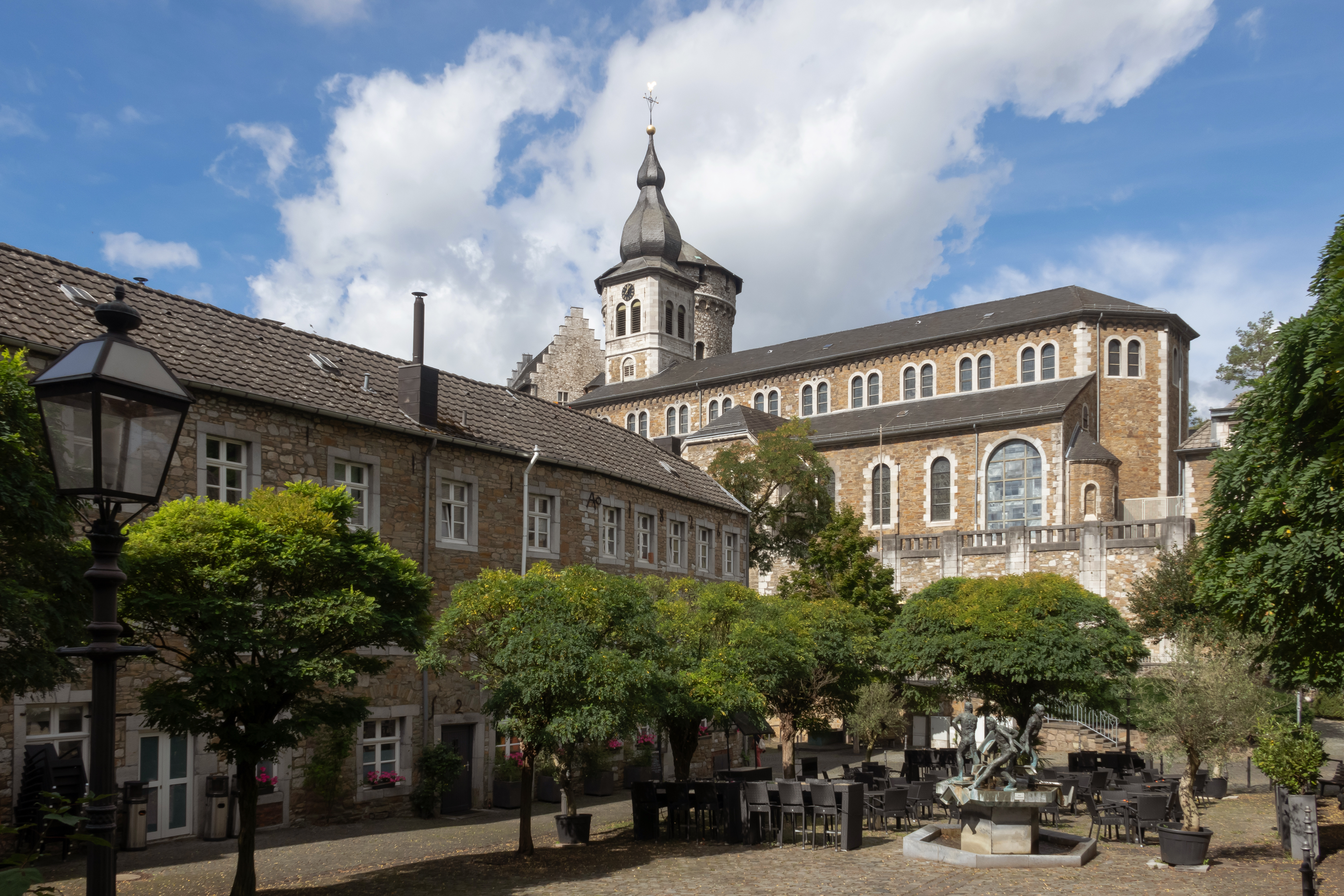
Stolberg, l'église catholique (Pfarrkirche Sankt Lucia) depuis l'Alten Markt

Stolberg est une commune de Rhénanie-du-Nord-Westphalie (Allemagne), située dans la région urbaine d'Aix-la-Chapelle dans le district de Cologne. Elle appartient à la circonscription judiciaire d'Eschweiler.

## Géographie
La ville se situe à 10 km à l'Est du centre d'Aix-la-Chapelle, à 14 km au sud d'Aldenhoven, à 55 km à l'ouest du centre-ville de Cologne.

## Histoire
| Appartenances historiques Duché de Juliers 1396-1797 République cisrhénane (Roer) 1797-1802 République française (Roer) 1802-1804 Empire français (Roer) 1804-1813 Royaume de Prusse (Province de Juliers-Clèves-Berg) 1815-1822 Royaume de Prusse (Province de Rhénanie) 1822-1918 République de Weimar 1918-1933 Reich allemand 1933-1945 Allemagne occupée 1945-1949 Allemagne 1949-présent |

Premières occupations humaines au néolithique.
Les Celtes s'y installent, et y exercent la métallurgie : le secteur est riche en minerais, surtout de fer ; l'énergie hydraulique de la rivière Vichtbach favorise son extraction.
Cette industrie perdure avec les Romains, puis très certainement avec les Francs, de même sous le Saint-Empire romain germanique, où s'ajoutent à partir du XVe siècle la fonte du cuivre, du plomb, de l'or, de l'argent.
En 1575 Stolberg devient aussi un des rares centres de production du laiton dans le monde.
De nombreuses constructions, et des tombes bourgeoises au cimetière, témoignent encore de cet âge d'or du début de l'industrialisation.
Construction du château de la ville au XIIe siècle, le Burg Stolberg (à ne pas confondre avec le château de Stolberg, village dans le Harz).
Importante implantation luthérienne et calviniste à partir de 1647.
Après la seconde bataille d'Aldenhoven, les troupes françaises s'installent en ville, qui est incorporée au département de la Roer.
Après la conquête prussienne en janvier 1814, Stolberg fut rattachée au royaume de Prusse par le traité de Paris du 30 mai 1814, acte confirmé au Congrès de Vienne.
Reliée au réseau ferré allemand en 1841.
En 1888, un industriel nommé Moritz Kraus rachète le château féodal en ruine, y effectue d'importants travaux, et le donne à la municipalité en 1909.
Sous la république de Weimar, la ville est durement touchée par la "crise de 1920", et compte 1 800 chômeurs pour une population de 17 000 habitants.
Lors de la Seconde Guerre mondiale, l'industrie métallurgique de la ville se tourna vers la production d'armements, employant 2 500 travailleurs forcés, dont 600 prisonniers de guerre (38 camps de travailleurs forcés et prisonniers de guerre dans toute la ville).
La petite communauté juive de Stolberg disparaît.
Stolberg est occupée par les alliés le 12 septembre 1944 après de violents combats.
Elle se trouve en zone d'occupation britannique, et, de 1948 jusqu'en 1995, accueille une partie des forces belges en Allemagne (FBA). Le camp « Reine Astrid » était situé dans la forêt Propsteierwald. Dans le cadre de l'OTAN, la Belgique s'était vue attribuer un corridor de 60 km de large en Allemagne visant à protéger son territoire national.
En 1972, un redécoupage communal fait de Stolberg, en termes de population, la deuxième commune de la région urbaine d'Aix-la-Chapelle, après Aix-la-Chapelle et juste avant Eschweiler.

## Économie
Depuis toujours, l'économie est plutôt axée sur la production de taille moyenne, tandis que dans les territoires regroupés dans cette commune en 1972, on pratique davantage l'agriculture et la sylviculture. Stolberg est, à côté de l'hypercentre d'Aix-la-Chapelle, la deuxième ville industrielle la plus importante de la région urbaine d'Aix-la-Chapelle.
Parmi les entreprises industrielles de Stolberg peuvent être cités :
- la société Aurubis Stolberg GmbH & Co.
- les usines Dalli en plus de Mäurer & Wirtz
- la verrerie Saint-Gobain Glass Deutschland
- la société Berzelius-Bleihütte Binsfeldhammer

Dalli est un fabricant de lessive, une activité liée aux origines de Mäurer & Wirtz, une savonnerie fondée en 1845 par Andreas August Wirtz à Stolberg. Une autre société issue de la savonnerie Mäurer & Wirtz, et détenue par la famille Wirtz, a été fondée en 1946 sous le nom de Chemie Grünenthal GmbH à Stolberg par cette famille d'entrepreneurs Wirtz. La gamme de produits des années d'après-guerre comprenait entre autres des désinfectants, des articles cosmétiques et des médicaments à base de plantes. Plus tard, la société fut rebaptisée Grünenthal GmbH et son siège fut transféré à Aix-la-Chapelle. La société Chemie Grünenthal de Stolberg a été à l'origine à d'un scandale de santé publique des années 1960, avec un de ses produits, le Contergan, ou Thalidomide, un tranquillisant commercialisé  à partir de 1957 en Belgique, Suède, Grande-Bretagne et États-Unis, mais qui provoquait aussi, en effet secondaire grave, des malformations congénitales et parfois des affections nerveuses.

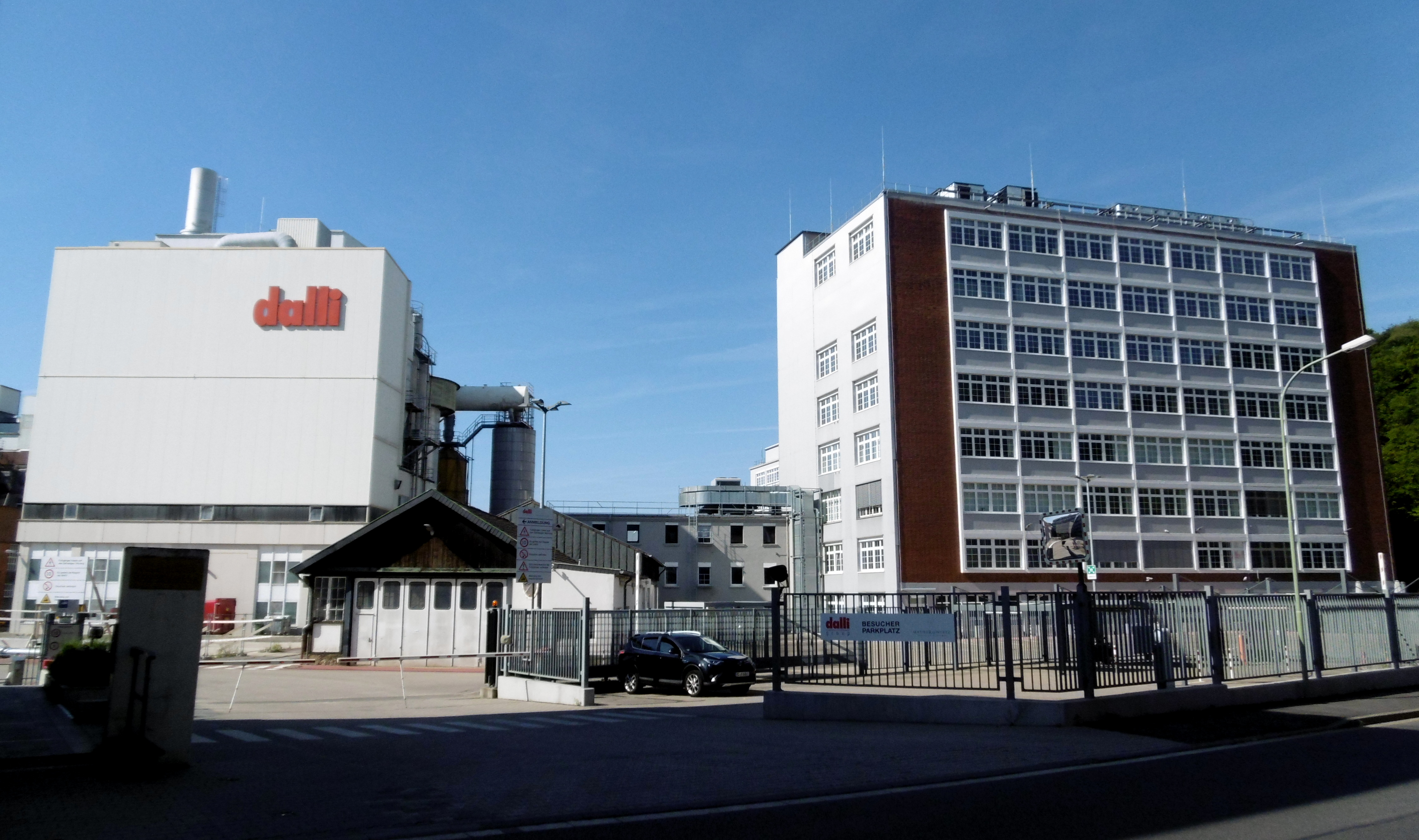
Dalli-Werke à Stolberg
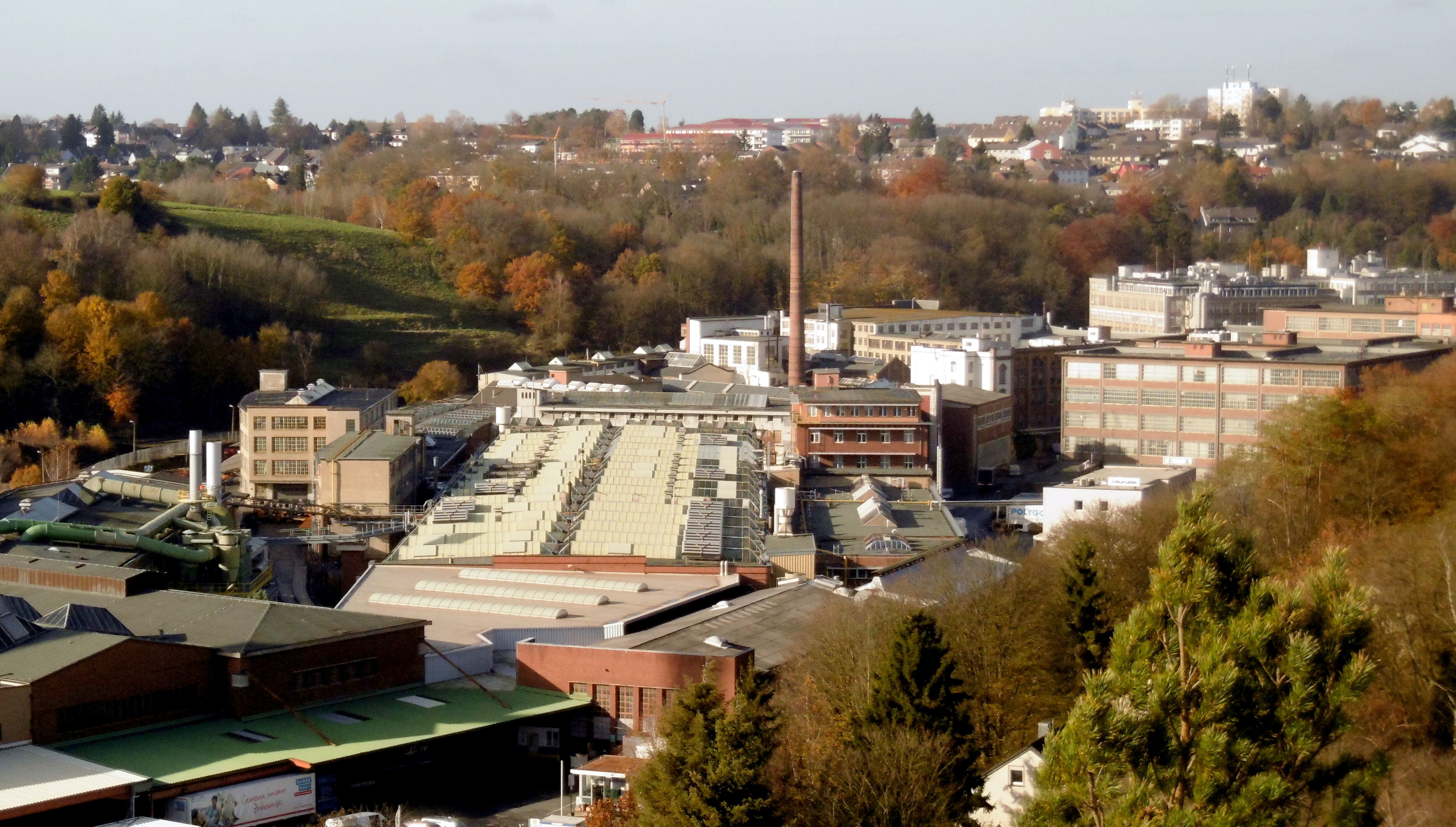
Aurubis (anciennement Prymetall)
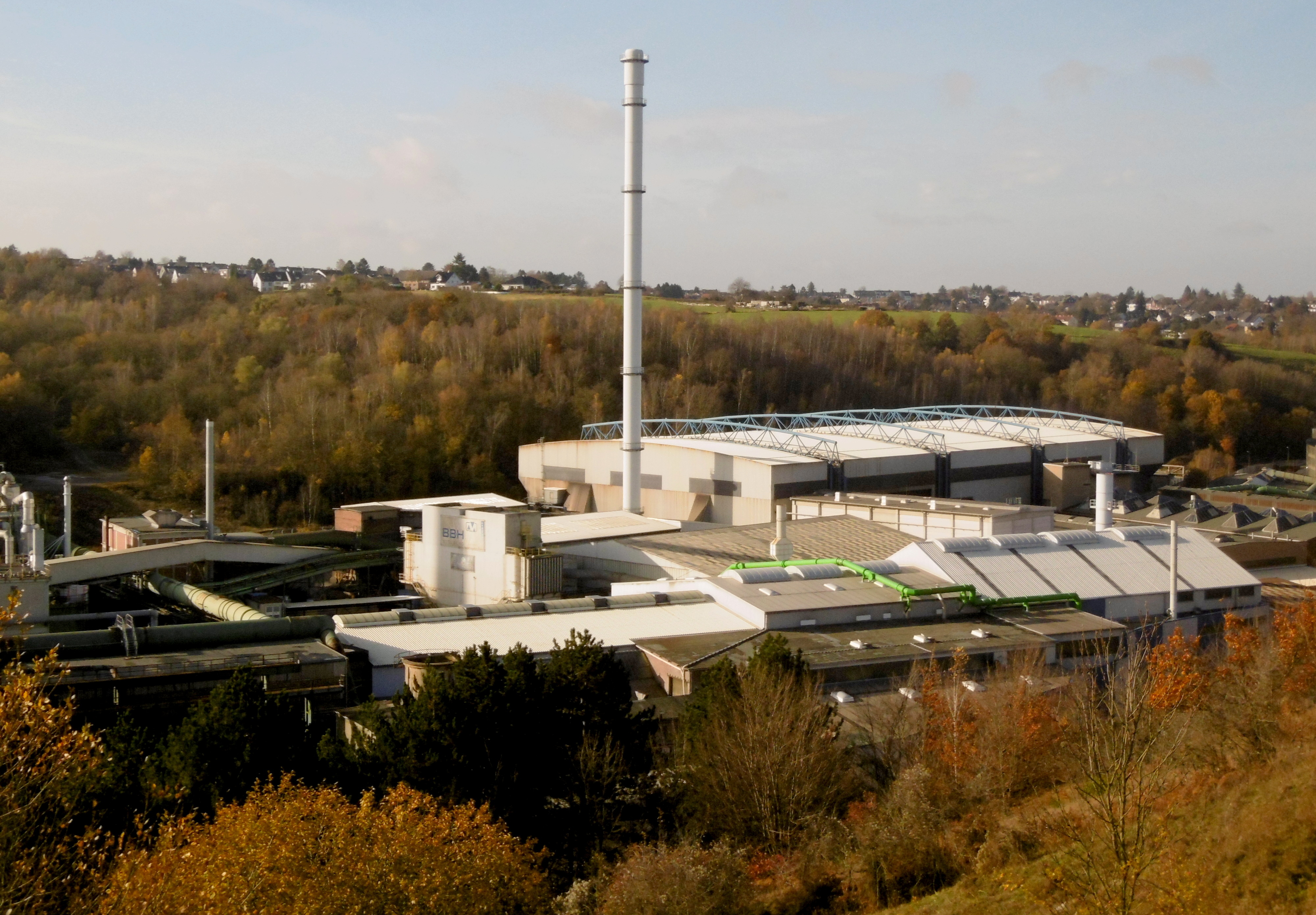
Berzelius (anciennement Bleihütte Binsfeld)
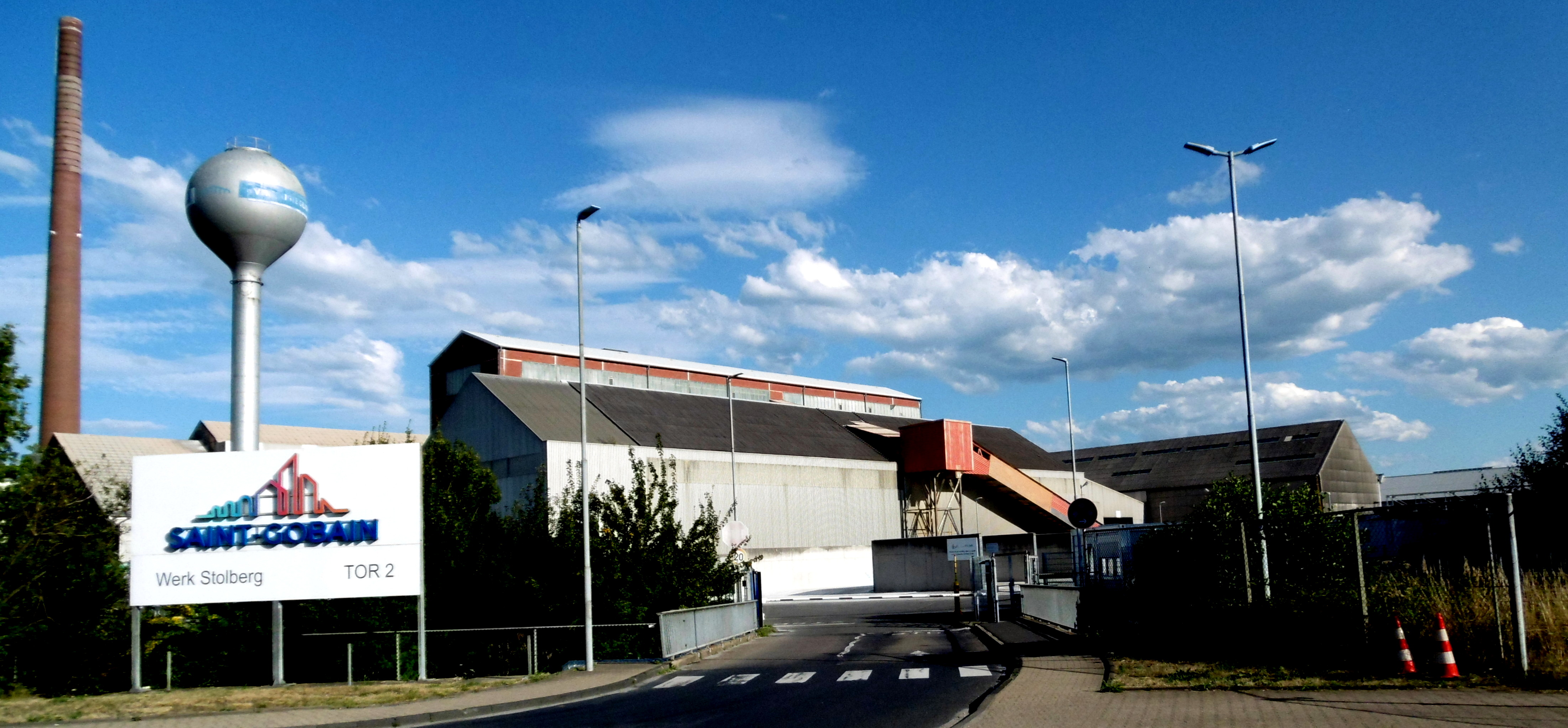
Saint-Gobain Glass et Saint-Gobain Sekurit

## Lieux et monuments
- Château fort (Stolberger Burg)
- Église Ste-Luce (Katholische Kirche St. Lucia)
- Temple protestant sur le Finkenberg (Evangelische Finkenbergkirche)
- Cimetière des maîtres en laiton (Kupfermeisterfriedhof)
- Hôtels particuliers des maîtres en laiton (Kupferhöfe)
- Pharmacie historique de l'Aigle (Historische Adler-Apotheke)
- Musée Zinkhütter Hof
- Ruelle du vieux quartier de Breinig (Straßenzug Alt-Breinig)

## Jumelages
- Faches-Thumesnil (France) depuis 1989
- Valognes (France) depuis 1990
- Stolberg (Harz) (Allemagne) depuis 1990
- Grado (Italie) depuis 1968

## Personnalités liées à la ville
- Johann Wilhelm Meigen (1764-1845), entomologiste allemand, mort à Stolberg.
- Viktor Holtz (1846–1919), enseignant allemand qui fut conseiller étranger au Japon pendant l'ère Meiji, né à Stolberg.
- Karl Fred Dahmen (1917-1981), artiste allemand.
- Theodor Wagemann, dit Theo (1918-1998), artiste-peintre allemand, né à Stolberg.
- Heinz Bennent (1921-2011), acteur allemand de cinéma et de théâtre, né à Stolberg.
- Hermann-Josef Kaltenborn (1921-1999), maire de Stolberg de 1979 à 1989.
- Albert Sous (1935-), sculpteur allemand, né à Stolberg.
- Norbert Walter Peters (1954-), compositeur, artiste sonore et auteur d'atelier de création radiophonique allemand, né à Stolberg.
- Ronny Claes (1957-), coureur cycliste belge, né à Stolberg.
- Christina Klein dite LaFee (1990-), chanteuse allemande de pop/rock, née à Stolberg.
- Egidius Braun (1925-2022), joueur de football allemand, ne à Stolberg.